# ایوو ایلیچویچ
ایوو ایلیچویچ (کرواتی: Ivo Iličević; زادهٔ ۱۴ نوامبر ۱۹۸۶) بازیکن فوتبال اهل کرواسی است. از باشگاه‌هایی که در آن بازی کرده‌است می‌توان به بوخوم، هامبورگ، گروتر فورث و کایزرسلاوترن اشاره کرد.
وی همچنین در تیم ملی فوتبال کرواسی بازی کرده است.